# 팀 아주부
팀 아주부(TEAM AZUBU)는 독일의 미디어 그룹 아주부가 운영을 맡고 있었던 전 길드워 2, 스타크래프트 II, 리그 오브 레전드 프로게임팀이다.

## 개요
2012년 6월 22일 리그 오브 레전드 팀 MiG를 인수하며 정식으로 프로게임단 운영을 시작했다.
이후 2012년 9월 3일 길드워2 팀 라스트 프라이드를 인수, 길드워 2 종목을 신설하였다.
그 외에도 스타크래프트 II 프로게이머 김동환의 개인 후원을 맡다가 2012년 10월 16일 임성춘을 스타크래프트 II 종목의 감독으로 임명하면서 정식으로 스타크래프트 II 프로게임단을 창설하였다.
2013년 2월 1일 아주부는 TEAM AZUBU Frost, TEAM AZUBU Blaze 선수들과 재계약을 하지 않기로 발표했다. 이후 Frost와 Blaze 선수단 및 코칭 스태프는 CJ 엔투스에 입단, 각각의 팀명이 CJ 엔투스 프로스트, CJ 엔투스 블레이즈가 되었다.
2013년 2월 13일 e스포츠 연맹에 가입했다.
2013년 9월 1일자로 김영진, 최종혁을 제외한 나머지가 이적하면서 사실상의 해체 수순을 밟았고 2014년 2월 28일 팀에 마지막까지 남아있던 김영진과 최종혁도 재계약을 하지 않기로 하면서 해체되었다.

## 주요 기록

### 리그 오브 레전드

#### Azubu Frost
- Azubu the Champions Summer 2012 우승(3:2 CLG EU)
- LOL 시즌2 월드 챔피언쉽 준우승(1:3 Taipei Assassins)
- IPL 5 LOL 한국대표 선발전 4강
- IEM7 카토비체 4강
- OLYMPUS the Champions Winter 2012-2013 준우승(0:3 나진 Sword)

#### Azubu Blaze
- MLG 2012 Summer Season Arena 우승(2:0 Team Solomid)
- Azubu the Champions Summer 2012 4위
- LOL 시즌2 월드 챔피언쉽 한국대표선발전 준우승(2:3 나진 Sword)
- IEF 2012 LOL 국가대표 프로팀 선발전 우승(3:1 MVP Blue)
- MLG 2012 Fall Season Championship 우승(4:1 나진 Sword)
- IPL 5 LOL 한국대표 선발전 우승(3:0 나진 Shield)
- IPL 5 패자조 3라운드
- IEM7 카토비체 준우승(0:2 Gambit Gaming)
- OLYMPUS the Champions Winter 2012-2013 4위

### 스타크래프트 II
- 2013 HotS GSTL Pre Season 준우승 (vs LG-IM 2:4)
- 2013 벤큐 글로벌 스타크래프트 II 팀 리그 시즌 1 4위
- 2013 HOT6 글로벌 스타크래프트 II 팀 리그 시즌 2 준우승 (1:1)[4]